# 김동수 (1970년)
김동수(1970년 6월 5일 ~ )는 대한민국의 배우이다. 그는 소위 "푼수끼 넘치는 감초 연기"로도 유명하다.

## 학력
- 도림국민학교 졸업
- 선린중학교 졸업
- 안양영화예술고등학교 졸업
- 동국대학교 연극영화학과 중퇴
- 대경대학교 연극영화엔터테인먼트학과 전문학사

## 생애
김동수는 서울 영등포구 신길동에서 태어났다. 1978년 TBC 동양방송의 어린이 드라마에서 TBC 특채 아역 연기자로 데뷔했다.
1986년 김동수와 함께 영화 《몸 전체로 사랑을 2》에 출연하면서 스크린에 데뷔했다.
그의 주요 출연작으로는 KBS 드라마 《맥랑시대》, 《내일은 사랑》, 《슈팅》, MBC 드라마 《뜨거운 것이 좋아》, 《상도》, 《영웅시대》, 《선덕여왕》, SBS 드라마 《야인시대》 등이 있고 시트콤 카메오 출연작으로 MBC 시트콤 《남자 셋 여자 셋》, 《세 친구》, 《연인들》, ITV 시트콤 《립스틱》 등이 있다.

## 연기 활동

### 영화
- 1986년 《몸 전체로 사랑을 2》
- 1989년 《행복은 성적순이 아니잖아요》 ... 달중 역
- 1992년 《명자 아끼꼬 쏘냐》 ... 요시키(Mr. 이바노프) 역
- 1992년 《달은... 해가 꾸는 꿈》 ... 만철 역
- 1992년 《돌아오라 개구리소년》 ... 의무복무경찰 역
- 1992년 《영자야 울지마라》
- 1992년 《슈퍼 홍길동 7 - 뚱녀 도사와 홍길동》
- 1993년 《소녀 18세》
- 1994년 《혼자 뜨는 달》 ... 날라리 역
- 1995년 《남자는 괴로워》 ... 아파트 경비원 차씨 역
- 1995년 《꼬리치는 남자》 ... 수의사 조수 역
- 1996년 《박봉곤 가출 사건》 ... 산쵸 역
- 1997년 《할렐루야》
- 1997년 《일팔일팔》 ... 구리교주/남고사 역
- 2001년 《게임 오버》
- 2001년 《흑수선》 ... 김중엽 역
- 2002년 《아프리카》 ... 편의점 주인 역
- 2002년 《보스 상륙 작전》
- 2004년 《여자는 남자의 미래다》 ... 헌준 친구들 역
- 2005년 《초승달과 밤배》 ... 앵벌이 역
- 2006년 《색화동》 ... 황 감독 역
- 2011년 《위험한 상견례》 ... 광구 나이트 예비군 1 역
- 2012년 《네모난원》 ... 중년 송훈 역
- 2013년 《허풍》 ... 용가리 역
- 2014년 《뽕2014》 ... 곽지주 역
- 2015년 《7공주 대리운전》 ... 오덕호 역
- 2016년 《희주》 ... 목사 역

### 텔레비전 드라마
- 1978년 《하얀 날개》
- 1979년 《어머니의 한》
- 1980년 《아롱이 다롱이》
- 1981년 《옥동이》
- 1982년 《산하》
- 1983년 《남매》
- 1984년 《3840 유격대》
- 1985년 《전원일기》
- 1985년 《조선 왕조 오백년 - 임진왜란》
- 1986년 《남자의 계절》
- 1986년 《베스트 셀러 극장 - 상두놀이》
- 1987년 《사랑과 야망》
- 1987년 《사랑이 꽃피는 나무》
- 1988년 《수사반장》
- 1988년 《드라마 게임 - 한낮의 만가》
- 1988년 《토지》
- 1989년  《논픽션드라마 - 아빠와 신호등》- 학생 역
- 1989년 《댕기동자》
- 1989년 《무풍지대》
- 1989년 《행복한 여자》
- 1989년 《스타 탄생》
- 1990년 《나의 어머니》
- 1990년 《사랑의 종말》
- 1990년 《대추나무 사랑 걸렸네》
- 1990년 《내 친구 깨치》
- 1990년 《우리들의 천국》 ... 차 선배 역
- 1991년 《고개숙인 남자》
- 1991년 《서울 뚝배기》
- 1991년 《맥랑시대》
- 1991년 《산너머 저쪽》
- 1991년 《여명의 눈동자》
- 1992년 《유심초》
- 1992년 《질투》
- 1992년 《내일은 사랑》 ... 홍 선배 역
- 1993년 《일월》
- 1993년 《공룡선생》
- 1995년 《모래시계》 ... 강 일병 역
- 1996년 《슈팅》 ... 청동대학교 축구부 생물학과 최한별 역
- 1997년 《시트콤 남자 셋 여자 셋》
- 1997년 《여자》
- 1997년 《1997 전설의 고향》
- 1997년 《그대 그리고 나》
- 2000년 《시트콤 세 친구》
- 2000년 《뜨거운 것이 좋아》
- 2001년 《시트콤 립스틱》
- 2001년 《동양극장》 ... 라무네킴 역
- 2001년 《상도》 ... 억쇠 역
- 2001년 《새엄마》 ... 똥장군 역
- 2001년 《시트콤 연인들》
- 2002년 《야인시대》 ... 고바우 역
- 2002년 《리멤버》
- 2003년 《올인》 ... 아첸 역
- 2004년 《영웅시대》 ... 장인규 역
- 2006년 《서울 1945》
- 2006년 《내 인생의 스페셜》 ... 오야매 역
- 2006년 《얼마나 좋길래》
- 2006년 《여우야 뭐하니》 ... 철수 선배 역
- 2006년 《하이에나》
- 2006년 《아줌마가 간다》
- 2009년 《선덕여왕》 ... 협성 역
- 2009년 《세 남자》
- 2011년 《신의 퀴즈 2》 ... 송완규 역
- 2017년 《화유기》

### 연극
- 《비밀일기》(실험극장) ... 아드리안 모올 역
- 《꽃피는 체리》(극단 사조) ... 짐 체리 역